# Pine Bush (New York)
Pine Bush est une census-designated place du comté d'Orange, dans l'État de New York, aux États-Unis,. En 2020, elle compte une population de 1 751 habitants.